# Bjørn Rongen
Bjørn Rongen född 1906 i Evanger, död 26 augusti 1983, var en norsk författare och översättare, både av barnböcker och romaner för vuxna.
Rongen har skrivit många romaner med handlingen förlagd till norskt arbetsliv, bland annat trilogin om rallarna som byggde Bergensbanen: Toget over vidda, I jøkulens skygge och Klart for tog (1956–1958).  I romanen Stille smil från 1936 ger han en bild av krisen i jordbruket under 1930-talet. Rongen var också en produktiv novellförfattare, och bidrog med ett stort antal noveller till Arbeidermagasinet – senare Magasinet for alle.
Rongen debuterade som barnboksförfattar med Bergteken i Risehola, som vann Kultur- och kyrkodepartementets priser för barn- och ungdomslitteratur.
Romanen Store Ma är översatt till ryska; Nettenes natt är översatt till danska, svenska och tyska; och flera av hans barnböcker är översatta till olika språk: danska, finska, svenska, isländska, polska, engelska, tyska, nederländska. Som översättare har han bland annat översatt böcker av Eyvind Johnsons, Bernhard Nordh, Max Tau.